# Vincent Spano
Pour les articles homonymes, voir Spano.
Vincent Spano (né le 18 octobre 1962 à Brooklyn, New York, États-Unis) est un acteur américain d'origine italienne. 

## Biographie
Vincent Spano a eu une liaison avec l'actrice Laura Dern, et il est le père d'Aljosha Moussa, née le 29 juin 1984, dont la mère est Nastassja Kinski.

## Filmographie

### Acteur

#### Cinéma
- 1979 : The Double McGuffin : Foster
- 1979 : Violences sur la ville (Over the Edge) de Jonathan Kaplan : Mark
- 1983 : Baby, it's you de John Sayles : le sheik
- 1983 : Le Retour de l'étalon noir (The Black Stallion Returns) de Robert Dalva : Raj
- 1984 : Alphabet City de Amos Poe
- 1984 : Rusty James de Francis Ford Coppola : Steve
- 1984 : Maria's Lovers de Andrei Konchalovsky : Al Griselli
- 1985 : Creator de Ivan Passer : Boris
- 1987 : Good Morning, Babylon (Good morning Babilonia) de Paolo et Vittorio Taviani : Nicola Bonanno
- 1988 : And God Created Woman de Roger Vadim : Billy Moran
- 1991 : L'embrouille est dans le sac (Oscar) de John Landis : Anthony Rossano
- 1992 : City of Hope de John Sayles : Nick Rinaldi
- 1993 : L'Été indien (Indian Summer) : Matthew Berman
- 1993 : Les Survivants de Frank Marshall : Antonio Balbi
- 1995 : Les Liens du sang (The Tie That Binds) de Wesley Strick : Russell Clifton
- 1999 : Goosed d'Aleta Chappelle : Steven Binder
- 2000 : The Prophecy 3: The Ascent de Patrick Lussier : Zophael "Jones"
- 2001 : Texas Rangers : La Revanche des justiciers (Texas Rangers) de Steve Miner : Ed Simms
- 2007 : Le Prince et le Pauvre : Miles
- 2018 : Agents doubles (Bent) de Bobby Moresco : Charlie Horvath
- 2020 : Arnaque à Hollywood (The Comeback Trail) de George Gallo : Joey

#### Télévision
- 1981 : Senior Trip de Kenneth Johnson (téléfilm) : Dick
- 1993 : Les Contes de la Crypte (Tales from the Crypt) : Officier Fine (série télévisée - Saison 5 épisode 6)
- 1997 : Piège en plein ciel (Medusa's Child) de Larry Shaw : Scott Nash
- 2002: Les Rats de John Lafia (téléfilm) : Jack Carver
- 2003 : Deathlands : Le Chemin du retour (Deathlands: Homeward Bound) : Ryan Cawdor
- 2003 : Témoin avec sursis (Silence) (TV) : Le détective Steve Banks
- 2004 : North Shore : Hôtel du Pacifique : Dan Ralston (série télévisée - Saison 1 épisodes 15 et 16)
- 2005 : Retour d'amour  (The engagement ring)  (TV) : Tony Di Cenzo
- 2005 : Terrain hostile  (Landslide)  (TV) : Neil Kinsella
- 2006-2007 : New York, unité spéciale : agent du FBI Dean Porter (saison 8, épisodes 6, 19 et 22)
- 2007 : New York, unité spéciale : agent du FBI Dean Porter (saison 9, épisode 4)
- 2007 : Pandemic : Virus fatal (Pandemic) : Troy Whitlock (série télévisée - Saison 1)
- 2008 : Chapitre macabre (Grave Misconduct) (TV) : Trent Dodson
- 2009 : New York, unité spéciale : agent du FBI Dean Porter (saison 11, épisode 6)
- 2013 : Un million de raisons (This Magic Moment) (TV) : Roberto Molinez
- 2014 : Mentalist (série télévisée - Saison 6 épisode 22) : Don De Jorio
- 2015 : Castle (série télévisée - Saison 7 épisode 10) : Christopher Carlucci

### Réalisateur
- 1994 : Les Contes de la crypte: saison 4, épisode 6; Deux pour le prix d'une (Two for the show)
- 2002 : High expectations
- 2004 : Betrunner